# Du village au palais
Du village au palais est un roman du jeune écrivain guinéen Daouda Bangoura écrit en français et paru en 2020 aux INNOV éditions Guinée. Il s'agit d'un roman qui retrace le chemin tortueux qui mène au triomphe en Afrique noire,.

## Préface
La vie est un combat au quotidien. Ne jamais abandonner et croire en ses rêves. Di-Singhé, qui signifie (le fils ainé) en langue soussou, malgré le fait qu’il ait essuyé beaucoup de larmes et de sueur, n’a jamais baissé les bras jusqu’à avoir accès au palais. Ce roman nous démontre que la détermination et l’abnégation sont incontournables dans le parcours d’un homme.  Il est connu de tous que la vie a des aléas, des hauts et des bas. La persévérance et le courage permettront à Di-Singhé d’atteindre son objectif. Et comme on dit à la NASA, "Quand tu l’as rêvé, tu peux le faire".
Ce roman passe un message d’espoir aux jeunes du continent africain, en leur disant "Croyez en vous et surtout n’abandonnez jamais". "Fixez-vous un objectif et accrochez-vous. Ça sera dur, vous aurez des obstacles mais avec votre détermination, rien ne pourra vous arrêter." selon le député bruxellois d'origine guinéen Béa Diallo.

## Résumé
Di-Singhé, Héros de ce roman est le symbole du courage qu’incarne la jeunesse africaine confrontée aux aléas de la vie. La beauté du village, les pièges de l’amour, la trahison et les conflits d’héritage, les violences basées sur le genre, l’immigration face au désespoir des jeunes africains, l’autonomisation par l’entrepreneuriat sont des thèmes qui rythment ce roman plein de moralité. Il retrace le chemin tortueux qui mène au triomphe,.